# Định lý mở rộng Tietze
Cho X là một không gian chuẩn tắc, lấy F là một tập đóng trong X.Cho {\displaystyle f\,:F\longrightarrow R}  liên tục, khi đó có một ánh xạ liên tục {\displaystyle g\,:X\longrightarrow R} sao cho {\displaystyle g/_{F}=f}.
Vì vậy trong một không gian định chuẩn, một hàm thực trên một không gian con đóng có thể được mở rộng thành một hàm thực liên tục trên toàn bộ không gian đó.
- Trường hợp f bị chặn

a) Trường hợp tổng quát có thể suy ra từ trường hợp khi mà {\displaystyle inf_{F}f=0} và {\displaystyle sup_{F}f=1}
chúng ta sẽ thu hẹp sự chú ý trong trường hợp này.
b) Theo Định lý Urysohn có một hàm liên tục {\displaystyle g_{1}:\,X\longrightarrow [0,{\frac {1}{3}}]} sao cho:
{\displaystyle g_{1}(x)={\begin{cases}0,\,x\in f^{-1}[0,{\frac {1}{3}}]\\{\frac {1}{3}}\,,x\in f^{-1}([{\frac {2}{3}},1])\end{cases}}}
Lấy {\displaystyle f_{1}=f-g_{1}}. Khi đó {\displaystyle sup_{X}g_{1}={\frac {1}{3}}}, {\displaystyle sup_{F}f_{1}={\frac {2}{3}}} và {\displaystyle inf_{F}f_{1}=0}
c) Chúng ta có hàm số {\displaystyle f_{n}\,:F\longrightarrow R,\,\,n\geq 1}, chúng ta sẽ thu được một hàm số {\displaystyle g_{n+1}:\,X\longrightarrow [0,{\frac {1}{3}}({\frac {2}{3}})^{n}]}  sao cho:
{\displaystyle g_{n+1}(x)={\begin{cases}0,\,x\in f^{-1}([0,{\frac {1}{3}}({\frac {2}{3}})^{n}])\\{\frac {1}{3}}({\frac {2}{3}})^{n}\,,x\in f^{-1}([({\frac {2}{3}})^{n+1},({\frac {2}{3}})^{n}])\end{cases}}}
Lấy {\displaystyle f_{n+1}=f_{1}-g_{n+1}}, Khi đó {\displaystyle sup_{X}g_{n+1}={\frac {1}{3}}({\frac {2}{3}})^{n}} và {\displaystyle sup_{F}f_{n+1}=({\frac {2}{3}})^{n+1}}, và {\displaystyle inf_{F}f_{n+1}=0}
d) Chuỗi {\displaystyle \sum _{n=1}^{\infty }g_{n}} hội tụ đều về hàm liên tục g.
e) Vì {\displaystyle f_{n}=f-\sum _{i=1}^{\infty }g_{i}}, chuỗi {\displaystyle \sum _{n=1}^{\infty }g_{n}/_{F}} hội tụ đều về f.Do đó {\displaystyle g/_{F}=f}.
f) Chú ý rằng việc xây dựng này thì {\displaystyle inf_{X}{g}=0} và {\displaystyle sup_{X}{g}=1}
- Trường hợp f không bị chặn.

a) Giả sử rằng f hoặc bị chặn dưới, hoặc bị chặn trên, lấy h là một phép đồng phôi từ {\displaystyle (-\infty ,\infty )} vào {\displaystyle (0,1)}.Khi đó miền xác định của {\displaystyle f_{1}=h\circ g}  là một tập con của {\displaystyle (0,1)}, do đó nó có thể mở rộng như hàm liên tục {\displaystyle g_{1}} phía trước sao cho {\displaystyle inf_{x\in X}g_{1}(x)=inf_{x\in F}f_{1}(x)=0} và {\displaystyle sup_{x\in X}g_{1}(x)=sup_{x\in F}f_{1}(x)=1}
Nếu miền xác định của {\displaystyle g_{1}} bao gồm hoặc 0 hoặc 1 khi đó {\displaystyle g=h^{-1}\circ g_{1}}  là hàm như ta mong đợi.
Nếu có trường hợp xảy ra như sau: miền xác định của {\displaystyle g_{1}} bao gồm cả 0 và 1. Trong trường hợp này lấy {\displaystyle C=g_{1}^{-1}({0,1})}.Chú ý rằng C giao F bằng trống.Theo bổ đề Urysohn, có một hàm liên tục {\displaystyle k:\,X\longrightarrow [0,1]} sao cho {\displaystyle k/_{C}=0},{\displaystyle k/_{F}=1}. Lấy {\displaystyle g_{2}=kg_{1}+(1-k){\frac {1}{2}}}. Khi đó {\displaystyle g_{1}/_{F}=g_{2}/_{F}}  và miền xác định của {\displaystyle g_{2}} là tập con của {\displaystyle (0,1)}, khi đó {\displaystyle g=h^{-1}\circ g_{2}} là hàm như ta mong đợi.
b) Nếu f bị chặn dưới khi đó tương tự như trường hợp trước chúng ta có thể sử dụng phép đồng phôi {\displaystyle h:\,[a,\infty )\longrightarrow [0,1)}, và chúng ta đặt {\displaystyle C=g_{1}^{-1}(\{1\}}
Trường hợp f bị chặn trên là tương tự